# Valentín Pávlov
Valentín Serguéievich Pávlov (en ruso: Валентин Сергеевич Павлов) (26 de septiembre de 1937 - 30 de marzo de 2003) fue un político soviético y posteriormente banquero ruso. Ejerció como primer ministro de la Unión Soviética desde enero hasta agosto de 1991. Fue uno de los líderes del intento de golpe de Estado en la Unión Soviética que intentó deponer a Mijaíl Gorbachov en 1991, formando parte del Comité Estatal para el Estado de Emergencia. Tras el fracaso de la intentona golpista, fue detenido junto a los demás conspiradores (excepto Borís Pugo, que se suicidó).
Tras su puesta en libertad a los pocos años de la disolución de la URSS, Valentín Pávlov se convirtió en director del banco comercial Chasprombank entre 1994 y 1995. Dimitió a petición de la junta directiva del banco, quienes le informaron de que había una decidido "concederle un permiso de ausencia indefinido". En febrero de 1996, poco después de su dimisión, la licencia del banco fue revocada por violar las leyes bancarias del Banco Central de Rusia. Pávlov trabajó entonces como asesor del banco Prostroimbank entre 1996 y 1997, y en 1998 también fue nombrado vicepresidente de la firma estadounidense Business Management Systems. Más tarde dirigió un departamento de la Unión Internacional de Economistas.
Pávlov murió en Moscú el 30 de marzo de 2003.
| Predecesor: Nikolái Aleksándrovich Tíjonov | Presidente del Consejo de Ministros de la URSS 1991 | Sucesor: Iván Siláyev |